# Playful design
Playful design je design, který je obohacen o hravé prvky a je zaměřen na hravou interakci s uživatelem. Tímhle pojmem se označenuje používání hravých technik během vytváření plánu, jeho realizaci i případné konstrukci nebo designování produktu, systému či procesu.
Na rozdíl od gamifikace je playful design méně zaměřen na tvorbu pravidel, ale více na hravou interakci uživatele a produktu, což napomáhá angažovanosti uživatelů a zvyšuje atraktivitu a hodnotu produktu.
Světovou průkopnicí v oblasti využívání playful designu je designérka Jane McGonigalová. V České republice se implementací playful designu zabývá například brněnská firma Court of Moravia.